# Náhlík
Náhlík je samota, část města Sedlec-Prčice v okrese Příbram ve Středočeském kraji. Nachází se tři kilometry jihovýchodně od Prčic. Podél samoty protéká Prčický potok. Je zde evidována jedna adresa. V roce 2011 zde trvale žili čtyři obyvatelé.
Náhlík leží v katastrálním území Vrchotice o výměře 7,3 km².

## Historie
První písemná zmínka o vesnici pochází z roku 1788.

## Obyvatelstvo
| Rok            | 1869 | 1880 | 1890 | 1900 | 1910 | 1921 | 1930 | 1950 | 1961 | 1970 | 1980 | 1991 | 2001 | 2011 | 2021 |
| -------------- | ---- | ---- | ---- | ---- | ---- | ---- | ---- | ---- | ---- | ---- | ---- | ---- | ---- | ---- | ---- |
| Počet obyvatel | 12   | 10   | 7    | 9    | 8    | 9    | 8    | 5    | 5    | 5    | 3    | 6    | 5    | 4    | 3    |
| Počet domů     | 1    | 1    | 1    | 1    | 1    | 1    | 1    | 1    | 1    | 1    | 1    | 1    | 1    | 1    | 1    |

## Obecní správa
Při sčítání lidu v letech 1850–1899 Náhlík byl osadou obce Jetřichovice v okrese Sedlčany. V letech 1900–1979 byl částí obce Vrchotice, se kterým patřil nejprve do okresu Sedlčany, ale od roku 1960 v okrese Benešov. Od 1. ledna 1980 je částí města Sedlec-Prčice v okrese Benešov. Od 1. ledna 2007 vesnice přešla spolu s městem Sedlec-Prčice z okresu Benešov do okresu Příbram.

## Galerie

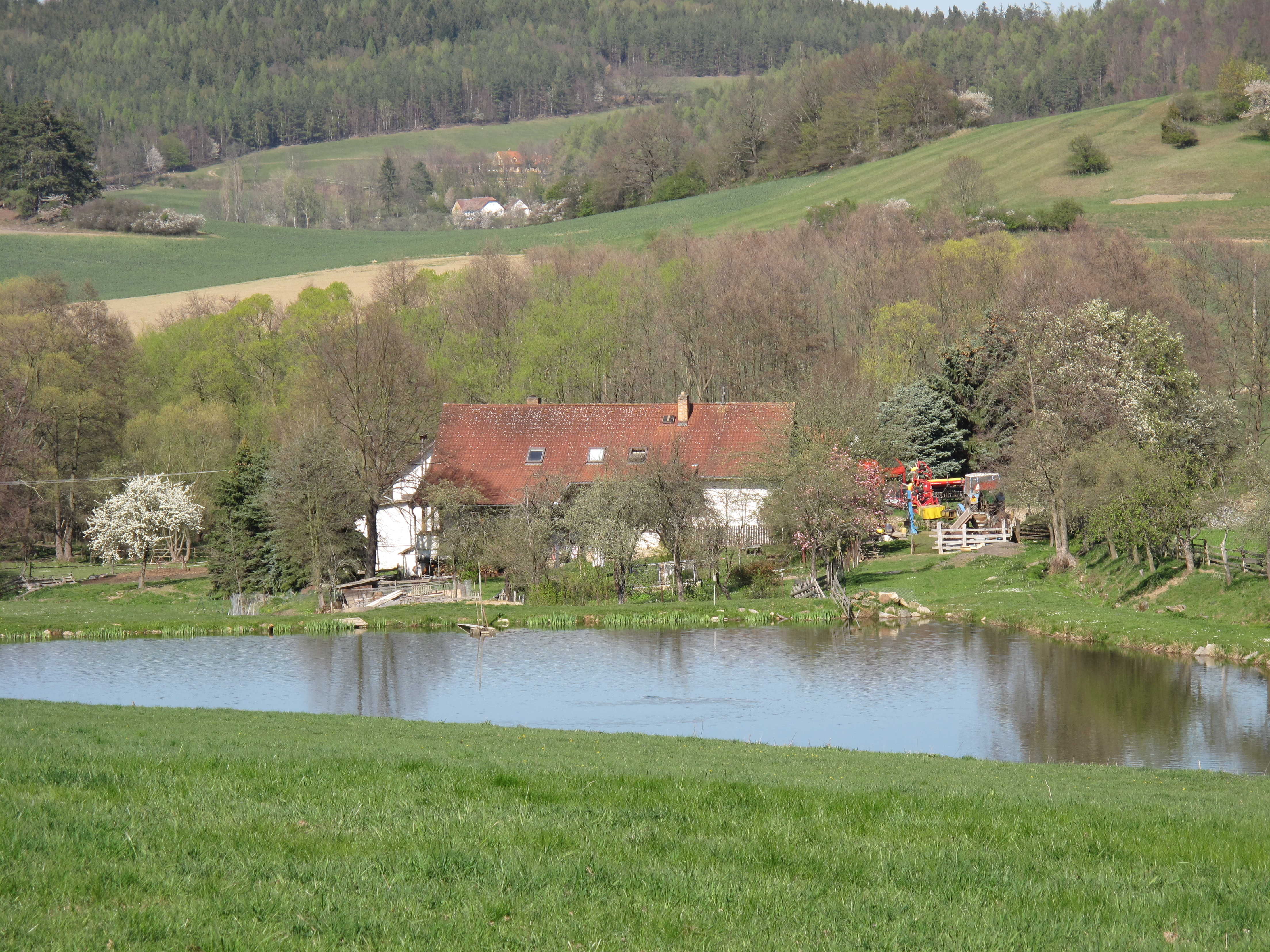
Dům u rybníka
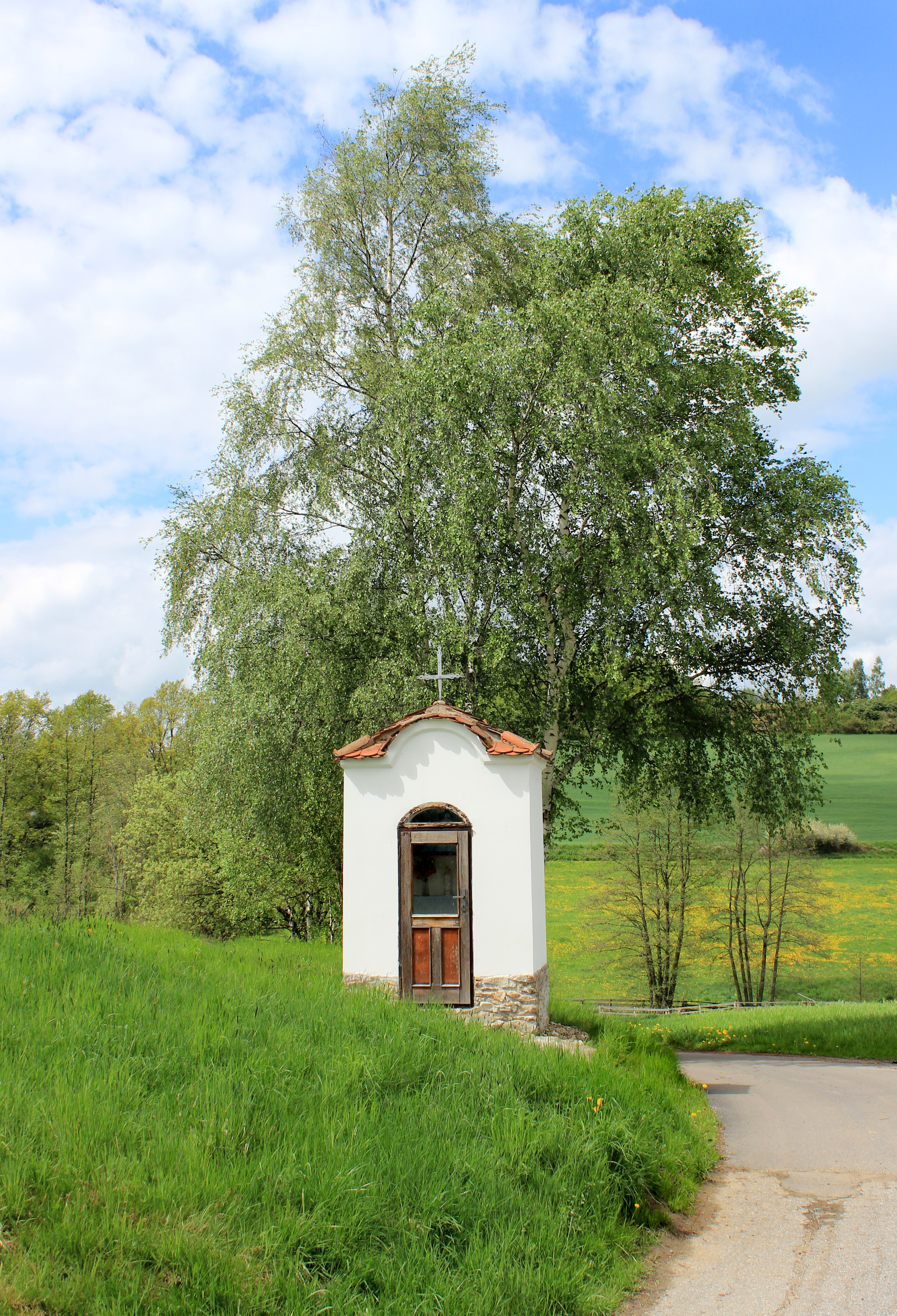
Kaplička
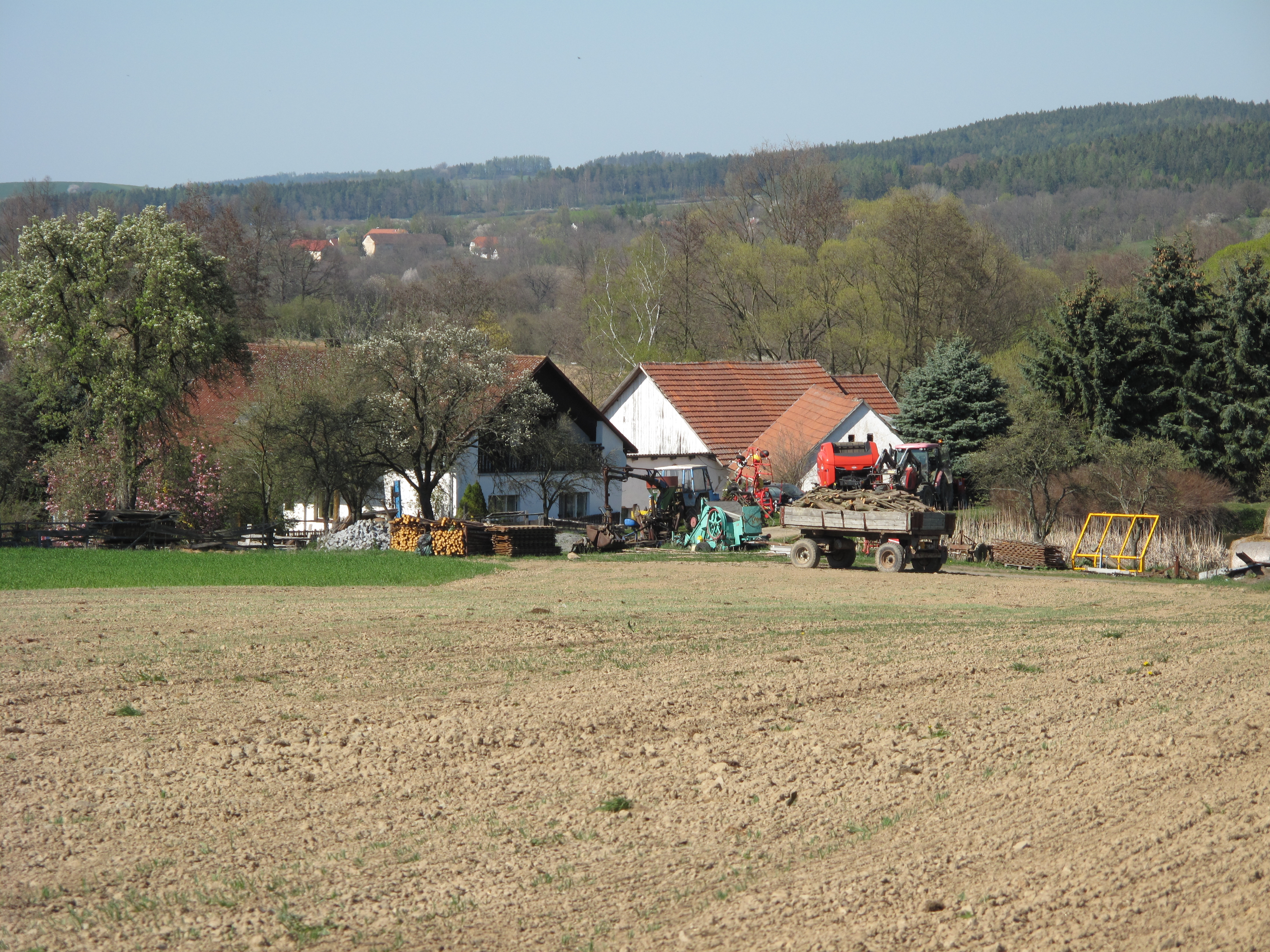
Zemědělské stroje